# Malcolm Murray
Charles Gustaf Uno Malcolm Murray, född 9 juli 1904 i Svea ingenjörkårs församling i Stockholm, död 21 april 1995 i Johannes församling i Stockholm, var en svensk militär

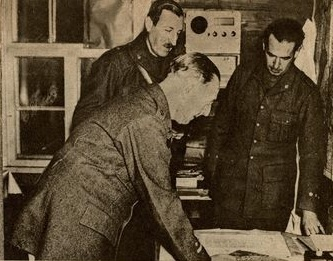
Överste Arthur Nordensvan, överstelöjtnant Carl August Ehrensvärd och kapten Malcolm Murray runt kartbordet i Finland 1940.

## Biografi
Murray avlade officersexamen vid Krigsskolan 1925 och utnämndes samma år till fänrik vid Svea livgarde, där han befordrades till underlöjtnant 1928 och till löjtnant 1930. Han utnämndes 1938 till kapten i Generalstabskåren, varpå han var biträdande lärare vid Krigshögskolan 1938–1939. Han anslöt sig 1939 till Finlands armé och var där först kapten 1939–1940 och från 1941 major. År 1942 återvände han till Sverige och befordrades samma år till major, varefter han 1942–1944 var förste lärare vid Krigsskolan tillika lärare vid Flygkrigshögskolan. Han var chef för Arméavdelningen vid Försvarsstaben 1944–1948, befordrades till överstelöjtnant 1947, inträdde i pansartrupperna 1948, var chef för Krigsskolan 1949–1953 och befordrades till överste 1951. Därefter var han sekundchef vid Svea livgarde 1953–1957 och pansarinspektör vid Arméstaben 1957–1960. År 1960 befordrades han till generalmajor, varpå han var befälhavare för II. militärområdet 1960–1966 och chef för Försvarshögskolan 1966–1968. Murray inträdde som generallöjtnant i reserven 1968.
Murray tjänstgjorde 1928–1947 hos prins Gustaf Adolf: som kommenderad officer 1928–1929, som ordonnansofficer 1929–1938 och som adjutant 1938–1947. Han var chef för Kronprinsens hovstat 1968–1973 och efter dennes tronbestigning 1973 var han förste adjutant tillika chef för Hans Majestät Konungens stab 1973–1978. Han var också kårchef för Stockholms scoutkår 1935–1939, ordförande för Svenska Orienteringsförbundet 1938–1961, ordförande för Sveriges centralförening för idrottens främjande från 1962 och ordförande i Samfundet Sverige-Finland 1967–1975.
Malcolm Murray invaldes 1949 som ledamot av Kungliga Krigsvetenskapsakademien.

## Familj
Malcolm Murray  var son till överste Adolf Murray och Ebba de Champs. Han var ogift. Även brodern Gilbert Murray var militär. Malcolm Murray är gravsatt på Norra begravningsplatsen i Solna.

## Utmärkelser
- Riddare av Vasaorden, 1941.[10]
- Riddare av Svärdsorden, 1943.[11]
- Riddare av Nordstjärneorden, 1948.[12]
- Kommendör av första klass av Svärdsorden, 11 november 1957.[13]
- Kommendör med stora korset av Svärdsorden, 6 juni 1967.[14]
- GV:sJmtII, GV:sJmt, FFrK3klmsv, FFrK4klmsvoekl, RFinlVRO1kl, RBKrO, RSEO, NFrK, ChX:sFrM, FMM.[2]